# カルチャーデイ
カルチャーデイ（欧字名:Culture Day、2021年5月17日 - ）は、日本の競走馬。主な勝ち鞍に2023年のファンタジーステークス。
馬名の由来は、「自由と平和を愛し文化をすすめる」。

## 経歴

### デビュー前
2021年5月17日、北海道新ひだか町の松田牧場で誕生。2022年の北海道セプテンバーセール1歳市場にて小林毅圭也により410万円（税別）で落札された。
その後、栗東・四位洋文厩舎に入厩した。

### 2歳（2023年）
9月2日小倉芝1200mの2歳新馬戦に4番人気で出走。好位追走から直線で馬群を割って先頭に立つと、最後はロードマイライフに1馬身1/4差をつけデビュー戦を勝利で飾る。11月4日、初の重賞挑戦としてファンタジーステークスに出走。道中は4・5番手を追走し、直線で鋭く脚を伸ばして残り100m付近で先頭に立つと、内から追い上げてきたドナベティの追撃を振り切り重賞初制覇を果たした。8番人気以上の馬が一頭も3着以内に入らない（1着に15番人気の本馬、2着に9番人気ドナベティ、3着に12番人気シカゴスティング）人気馬総崩れの結果となったことで、三連単の払い戻しは230万6370円に達した。

## 競走成績
以下の内容は、JBISサーチおよびnetkeiba.comに基づく。
| 競走日     | 競馬場 | 競走名          | 格   | 距離（馬場）  | 頭 数 | 枠 番 | 馬 番 | オッズ （人気） | 着順 | タイム （上り3F） | 着差 | 騎手      | 斤量 [kg] | 1着馬（2着馬）         | 馬体重 [kg] |
| ---------- | ------ | --------------- | ---- | ------------- | ----- | ----- | ----- | --------------- | ---- | ----------------- | ---- | --------- | --------- | ---------------------- | ----------- |
| 2023.09.02 | 小倉   | 2歳新馬         |      | 芝1200m（稍） | 13    | 7     | 11    | 010.50（4人）   | 01着 | R1:10.1（35.9）   | -0.2 | 0酒井学   | 55        | （ロードマイライフ）   | 418         |
| 0000.11.04 | 京都   | ファンタジーS   | GIII | 芝1400m（良） | 18    | 3     | 6     | 070.8（15人）   | 01着 | R1:20.4（34.2）   | -0.1 | 0酒井学   | 55        | （ドナベティ）         | 420         |
| 0000.12.10 | 阪神   | 阪神JF          | GI   | 芝1600m（良） | 18    | 7     | 13    | 022.40（7人）   | 16着 | R1:34.0（35.4）   | -1.4 | 0酒井学   | 55        | アスコリピチェーノ     | 416         |
| 2024.03.10 | 阪神   | フィリーズR     | GII  | 芝1400m（良） | 14    | 3     | 5     | 015.00（4人）   | 07着 | R1:20.8（35.5）   | -0.7 | 0酒井学   | 55        | エトヴプレ             | 410         |
| 0000.05.25 | 京都   | 葵S             | GIII | 芝1200m（良） | 18    | 8     | 18    | 040.3（13人）   | 12着 | R1:07.9（33.1）   | -0.8 | 0武豊     | 55        | ピューロマジック       | 400         |
| 0000.10.14 | 新潟   | 信越S           | L    | 芝1400m（良） | 18    | 5     | 9     | 009.60（4人）   | 18着 | R1:22.3（37.1）   | -1.8 | 0酒井学   | 52        | レイベリング           | 426         |
| 0000.12.14 | 京都   | タンザナイトS   | OP   | 芝1200m（良） | 16    | 2     | 3     | 023.70（8人）   | 05着 | R1:08.8（34.0）   | -0.3 | 0横山典弘 | 53        | メイショウソラフネ     | 424         |
| 2025.03.16 | 阪神   | 米子城S         | OP   | 芝1200m（重） | 16    | 8     | 16    | 020.20（9人）   | 01着 | R1:08.7（34.9）   | -0.4 | 0酒井学   | 54        | （ロードフォアエース） | 430         |
| 0000.06.14 | 函館   | 函館スプリントS | GIII | 芝1200m（良） | 16    | 1     | 2     | 012.30（4人）   | 06着 | R1:07.0（34.4）   | -0.4 | 0酒井学   | 55        | カピリナ               | 432         |
| 0000.08.10 | 中京   | CBC賞           | GIII | 芝1200m（良） | 17    | 7     | 15    | 015.10（6人）   | 04着 | R1:07.7（33.4）   | -0.3 | 0横山典弘 | 55        | インビンシブルパパ     | 432         |

- 競走成績は2025年8月10日現在

## 血統表
| カルチャーデイの血統          | カルチャーデイの血統                                     | カルチャーデイの血統                                     | （血統表の出典）                                         | （血統表の出典）     |
| 父系                          | フォーティナイナー系                                     | フォーティナイナー系                                     | フォーティナイナー系                                     | [ § 2 ]              |
| 父 ファインニードル 鹿毛 2013 | 父の父アドマイヤムーン 鹿毛 2003                         | *エンドスウィープ                                        | *フォーティナイナー                                      | *フォーティナイナー  |
| 父 ファインニードル 鹿毛 2013 | 父の父アドマイヤムーン 鹿毛 2003                         | *エンドスウィープ                                        | Broom Dance                                              |                      |
| 父 ファインニードル 鹿毛 2013 | 父の父アドマイヤムーン 鹿毛 2003                         | マイケイティーズ                                         | *サンデーサイレンス                                      | *サンデーサイレンス  |
| 父 ファインニードル 鹿毛 2013 | 父の父アドマイヤムーン 鹿毛 2003                         | マイケイティーズ                                         | *ケイティーズファースト                                  |                      |
| 父 ファインニードル 鹿毛 2013 | 父の母*ニードルクラフト 栗毛 2002                        | Mark of Esteem                                           | Darshaan                                                 | Darshaan             |
| 父 ファインニードル 鹿毛 2013 | 父の母*ニードルクラフト 栗毛 2002                        | Mark of Esteem                                           | Homage                                                   |                      |
| 父 ファインニードル 鹿毛 2013 | 父の母*ニードルクラフト 栗毛 2002                        | Sharp Point                                              | *ロイヤルアカデミーⅡ                                     | *ロイヤルアカデミーⅡ |
| 父 ファインニードル 鹿毛 2013 | 父の母*ニードルクラフト 栗毛 2002                        | Sharp Point                                              | Nice Point                                               |                      |
| 母 ラルティスタ 黒鹿毛 2007   | 母の父*マイネルラヴ 青鹿毛 1995                          | Seeking the Gold                                         | Mr. Prospector                                           | Mr. Prospector       |
| 母 ラルティスタ 黒鹿毛 2007   | 母の父*マイネルラヴ 青鹿毛 1995                          | Seeking the Gold                                         | Con Game                                                 |                      |
| 母 ラルティスタ 黒鹿毛 2007   | 母の父*マイネルラヴ 青鹿毛 1995                          | Heart of Joy                                             | *リイフオー                                              | *リイフオー          |
| 母 ラルティスタ 黒鹿毛 2007   | 母の父*マイネルラヴ 青鹿毛 1995                          | Heart of Joy                                             | Mythographer                                             |                      |
| 母 ラルティスタ 黒鹿毛 2007   | 母の母セクシーココナッツ 栗毛 2001                       | ダンスインザダーク                                       | *サンデーサイレンス                                      | *サンデーサイレンス  |
| 母 ラルティスタ 黒鹿毛 2007   | 母の母セクシーココナッツ 栗毛 2001                       | ダンスインザダーク                                       | *ダンシングキイ                                          |                      |
| 母 ラルティスタ 黒鹿毛 2007   | 母の母セクシーココナッツ 栗毛 2001                       | *ココパシオン                                            | *グルームダンサー                                        | *グルームダンサー    |
| 母 ラルティスタ 黒鹿毛 2007   | 母の母セクシーココナッツ 栗毛 2001                       | *ココパシオン                                            | *ゲートドクール                                          |                      |
| 母系(F-No.)                   | ココパシオン(FR)系(FN:4-r)                               | ココパシオン(FR)系(FN:4-r)                               | ココパシオン(FR)系(FN:4-r)                               | [ § 3 ]              |
| 5代内の近親交配               | サンデーサイレンス 4×4、Mr. Prospector 5×4、Nijinsky 5×5 | サンデーサイレンス 4×4、Mr. Prospector 5×4、Nijinsky 5×5 | サンデーサイレンス 4×4、Mr. Prospector 5×4、Nijinsky 5×5 | [ § 4 ]              |
| 出典                          | 1. 2. 3. 4.                                              | 1. 2. 3. 4.                                              | 1. 2. 3. 4.                                              | 1. 2. 3. 4.          |

- 叔父に2012年新潟2歳ステークス勝ち馬のザラストロ、従姉妹に2021年フェアリーステークス・紫苑ステークス勝ち馬のファインルージュがいる。
- そのほかの近親にプラダリア、ノーヴァレンダなど。